# Begraafplaats van Templeuve (Doornik)
De Begraafplaats van Templeuve is een gemeentelijke begraafplaats in het Belgische dorp Templeuve, een deelgemeente van Doornik. De begraafplaats ligt aan het einde van de Rue Justin Bruyenne op 450 m ten zuidoosten van de kerk (Église Saint-Étienne). Ze heeft een rechthoekige vorm en wordt omsloten door een bakstenen muur. Links van de toegang is in de muur een open kapel met zadeldak gebouwd waarin een Madonna met kind staat.

## Britse oorlogsgraven
Op de begraafplaats liggen twee perken met Britse gesneuvelden uit de beide wereldoorlogen. Het eerste perk bevat 13 graven met gesneuvelden uit de Eerste Wereldoorlog. Behalve één kwamen allen om tijdens het geallieerde eindoffensief in oktober en november 1918.
In het tweede perk liggen 13 gesneuvelden uit de Tweede Wereldoorlog. Zij waren leden van het Brits Expeditieleger en kwamen om tijdens de gevechten tegen het oprukkende Duitse leger en de daaropvolgende terugtrekking naar Duinkerke. Onder hen drie leden van de Royal Air Force. 
- Piloot John Herbert Coleman vloog met een Spitfire en werd neergeschoten op 19 mei 1940.
- Piloot Peter Knowles Bone en sergeant William Joseph Cronin vlogen met een bommenwerper Blenheim en crashten op 15 mei 1940.[1] Een derde bemanningslid werd waarschijnlijk elders begraven.
- sergeant W.J. Cronin werd onderscheiden met de Distinguished Flying Medal (DFM).

De graven worden onderhouden door de Commonwealth War Graves Commission en zijn daar geregistreerd onder Templeuve Communal Cemetery, Tournai.